# Stefan Olschewski
Stefan Olschewski (* 11. Oktober 1975 in Gelsenkirchen) ist ein deutscher Spieleautor.

## Leben
Nach seinem Studium der Theaterwissenschaft an der Ruhr-Universität Bochum arbeitete Olschewski bis 2004 in der Pressestelle eines Spieleverlags und entdeckte dort seine Liebe zu Spielen und ihrer Entwicklung. Heute ist Olschewski hauptberuflich im Bereich Marketing in einem Softwareunternehmen im Münsterland tätig und arbeitet nebenberuflich als Spieleautor, freier Journalist und Mentalist. Neben seinen Bühnenshows tritt Olschewski auch als Keynote Speaker auf und gibt in interaktiven Infotainment-Vorträgen Einblicke in die Grundlagen der Körpersprache, Lügenerkennung, NLP und Mnemotechnik. Von 2011 bis 2016 war er Chefredakteur der Mitgliederzeitschrift Magie des Magischen Zirkels von Deutschland e.V.

## Spiele
- Affentheater, Amigo 2006 – Empfehlungsliste Kinderspiel des Jahres

## Ehrungen und Auszeichnungen
- Im Jahr 2006 veröffentlichte er sein erstes Kinderspiel mit dem Titel Affentheater, das von der Jury Spiel des Jahres auf die Empfehlungsliste für das Kinderspiel des Jahres gesetzt wurde.[1]
- Für seine journalistischen Tätigkeiten wurde er im Jahr 2006 für seinen Hörfunkbeitrag über das Spiel Piratenbucht zusammen mit zwei anderen Personen mit dem mit insgesamt 1.000 Euro dotierten Journalistenpreis ALEX ausgezeichnet, den die Spieleautorenzunft (SAZ) jährlich für herausragende journalistische Leistungen vergibt.[2]
- Bei den Deutschen Meisterschaften der Zauberkunst des Magischen Zirkels von Deutschland wurde er mit seiner Gedankenlese-Darbietung "Deutscher Vizemeister der Mentalmagie 2011".[3]

## Veröffentlichungen
- Entscheidend is’ im Kopf – Geheimnisse des Gedankenlesens. (E-Buch). Pierrot Productions, 2014.
- The Grey Matters – Secrets of Mindreading. (englische Ausgabe des Vorigen)